# Франкевич, Евгений Леонидович
Евгений Леонидович Франкевич (19 февраля 1930 — 21 апреля 2006) — российский физик, доктор физико-математических наук (1967), лауреат Ленинской премии (1986).
Родился 19 февраля 1930 года в г. Куйбышеве Новосибирской области.
Окончил Ленинградский физико-технический институт (1954).
С 1954 г. работал в Институте химической физики АН СССР, с 1970-х гг. — зав. лабораторией, последняя должность — главный научный сотрудник лаборатории экситонных процессов.
Совместно с В. Л. Тальрозе установил отсутствие энергии активации в ионно-молекулярных реакциях (1956).
Один из авторов открытия магнитного спинового эффекта (1966).
В 1976 г. совместно с сотрудниками разработал метод оптически детектируемого парамагнитного резонанса.
Доктор физико-математических наук (1967), профессор.
В течение 22 лет преподавал в Московском физико-техническом институте, подготовил новый курс лекций по физическим методам исследований в химии и написал учебное пособие.
Ленинская премия (1986) — за цикл работ «Магнитно-спиновые эффекты в химических реакциях» (1973—1984).
Умер 21 апреля 2006 г. Похоронен на Хованском кладбище Москвы (Северная территория, участок 275).
Сочинения:
- Физические методы исследования [Текст] : Учеб. пособие. — Долгопрудный : МФТИ, 1978. — 119 с. : ил.; 21 см.
- Физические методы исследования [Текст] : Учеб. пособие / М-во высш. и сред. спец. образования Моск. физ.-техн. ин-т. — Долгопрудный : [б. и.], 1972-. — 20 см. Ч. 1: Измерения основных параметров физико-химических систем. — 1972. — 120 с. : ил.